# Frans Michael Franzén

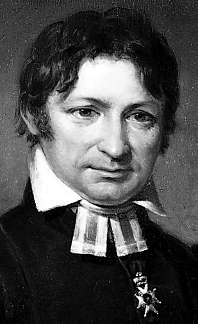
Franzén auf einem Porträt von Johan Gustaf Sandberg (1823)

Frans Michael Franzén  (* 9. Februar 1772 in Oulu in Finnland; † 14. August 1847 in Härnösand, Schweden) war ein finnlandschwedischer lutherischer Bischof, Dichter und Schriftsteller.

## Leben
Franzén stammte aus einer finnlandschwedischen Kaufmannsfamilie, die seit mehreren Generationen in Kexholm (heute Priosersk, Russland) ansässig war. Sein Vater war der Kaufmann und Ratsherr Zachris Franzén (1744–1787), seine Mutter Helena Schulin. Franzén begann schon 1785 sein Studium der Theologie und Philosophie an der Akademie zu Turku unter Henrik Gabriel Porthan und legte 1789 sein Magisterexamen ab. 1790/91 studierte er an der Universität Uppsala, wo Daniel Boëthius (1751–1810) und Benjamin Höijer (1767–1812) ihn mit Immanuel Kant vertraut machten. 1792 wurde er Dozent an der Akademie zu Turku. Seit 1793 veröffentlichte er Gedichte in der Stockholms-Posten, 1794 wurde er dort als Redakteur angestellt und für seine Gedichte mit dem Lundbladska priset der Schwedischen Akademie ausgezeichnet. Der Unternehmer Carl Fredrik Bremer (Vater von Fredrika Bremer) nahm ihn 1795/96 mit auf eine Reise durch Dänemark, Deutschland, Frankreich und England, die große Bedeutung für seine Entwicklung hatte. Nach der Rückkehr veröffentlichte er das Gedicht Sång öfver grefve Gustaf Philip Creutz, für das er 1797 den „stora pris“, die höchste Auszeichnung der Schwedischen Akademie, erhielt. Schon 1796 war Franzén Universitätsbibliothekar an der Akademie zu Turku geworden; 1798 stieg er zum Professor der Literaturgeschichte und auf und wechselte 1801 auf die Professur der Geschichte und Moral. Er setzte sich für die Philosophie Kants ein, wandte sich ab 1803 aber verstärkt dem christlichen Glauben zu.
Nachdem Finnland 1809 zu einem Teil Russlands wurde, wandte er sich nach Schweden, wo er 1811 zum Hauptpastor (kyrkoherde) in Kumla, 1824 an der Klarakirche in Stockholm und 1831 zum Bischof von Härnösand ernannt wurde. Seit 1808 Mitglied der Schwedischen Akademie, wurde er 1824 Sekretär derselben und bald darauf auch deren Geschichtsschreiber. Seit 1815 gehörte er auch der Königlich Schwedischen Akademie der Wissenschaften an, seit 1818 der Königlich Schwedischen Musikakademie und seit 1820 der Kungliga Vitterhets Historie och Antikvitets Akademien. Zwischen 1823 und 1841 war er zudem (mit kürzeren Unterbrechungen) Mitglied des Pfarrerstandes im Schwedischen Ständereichstag. Seit 1814 Träger des Nordstern-Ordens, wurde er 1845 zum Kommandeur mit Großkreuz ernannt.
Als Dichter schwedischer war Franzén anfangs an Friedrich Gottlieb Klopstock, öffnete sich aber bald dem subjektiven Idealismus und der Romantik. Besonders beliebt waren seine ab 1810 entstandenen Kirchenlieder, von denen sich noch 13 im aktuellen schwedischen Gesangbuch von 1986 finden. Seine sonstige Dichtung galt ab den 1820er Jahren dagegen als zu konservativ und nicht mehr zeitgemäß.

## Familie
Franzén war dreimal verheiratet: Ab 1799 mit Margareta Elisabet „Lilli“ Roos (1779–1806), ab 1807 mit Sofia Kristina Wester (1780–1829), der Witwe des Theologen und Dichters Michael Choraeus (1774–1806), und ab 1831 mit Kristina Elisabet Arwidsson (1783–1859). Von seinen Kindern überlebten ihn sieben. Seine Töchter Henriette Elisabeth (1803–1833) und Helena Sophia (1813–1891) waren nacheinander mit dem Historiker, Pfarrer und Dichter Anders Abraham Grafström verheiratet, der 1861 (im Rahmen der Werkausgabe) die erste Biografie Franzéns verfasste.

## Ehrungen

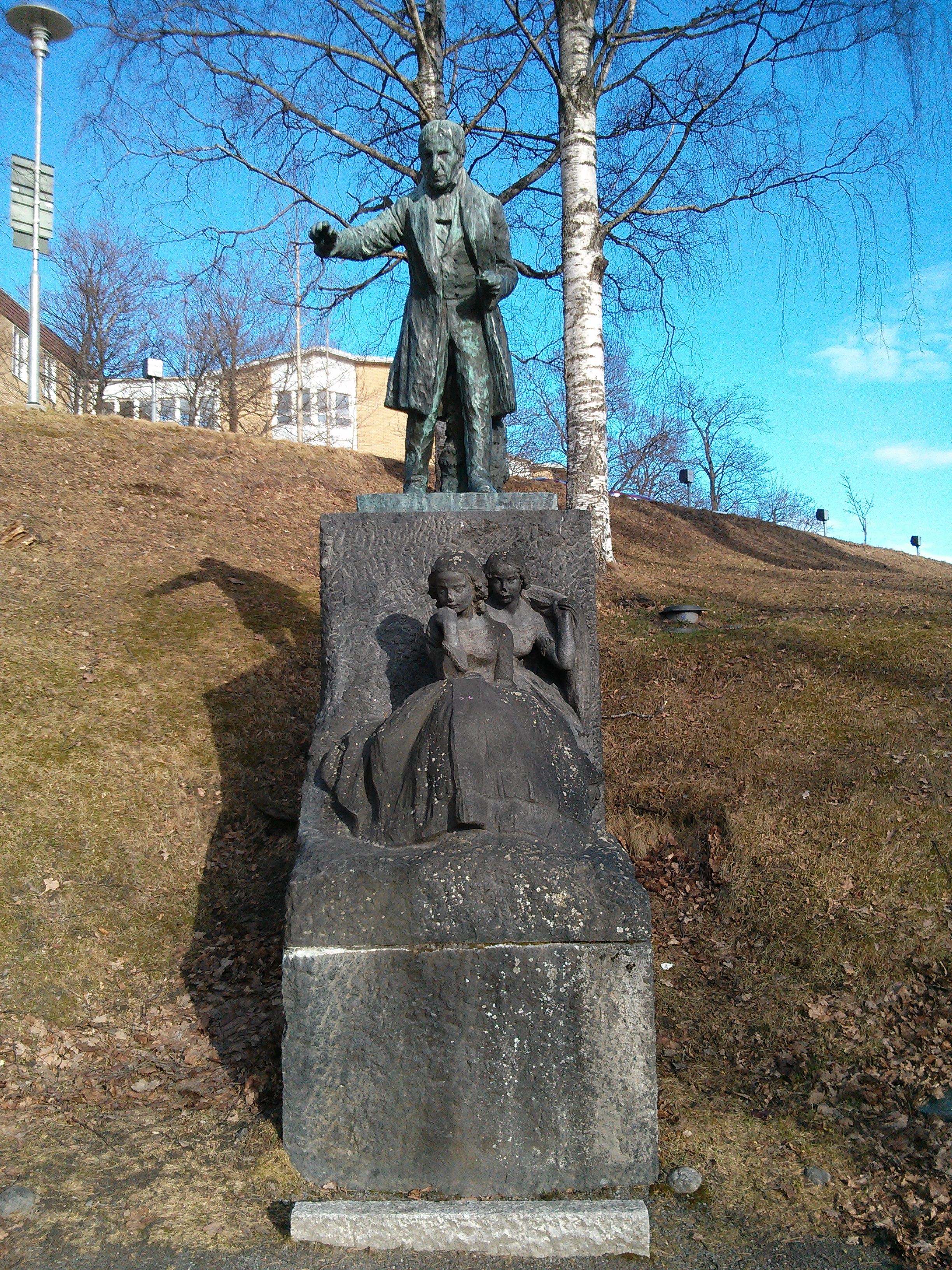
Denkmal im Stadtpark von Härnösand

Im Franzénspark in Oulu wurde 1879 eine Büste Franzéns aufstellt, geschaffen von Erland Stenberg; im Stadtpark von Härnösand 1910 ein von Carl Milles geschaffenes Denkmal, das Franzén mit Selma und Fanny zeigt, zwei Figuren aus einem seiner bekanntesten Gedichte. Die schwedische Post ehrte Franzén 1972 mit einer Briefmarke.

## Werke
Seine gesammelten Gedichte erschienen unter dem Titel:
- Skaldestycken (Örebro 1824–61, 5 Bände und 2 postume Ergänzungsbände; neue Ausg., Stockholm 1867–69, 7 Bände; Auswahl 1871, 2 Bände).

Eine weitere Auswahlausgabe wurde 1947 von einem seiner Nachfolger im Bischofsamt, Torsten Bohlin, herausgegeben:
- Dikter, psalmer, tal och brev. Svenska kyrkans diakonistyrelse, Stockholm 1947.

In deutscher Übersetzung erschienen von seinen Dichtungen:
- Der Rabulist und der Landprediger (Lübeck 1842) und der Zyklus
- Selma und Fanny (1843).